# 6. september
6. september je 249. dan leta (250. v prestopnih letih) v gregorijanskem koledarju. Ostaja še 116 dni.

## Dogodki
- 394 – konča se bitka pri Mrzli reki (začetek 5. septembra) (danes potok Hubelj v Vipavski dolini); zmaga vojske vzhodnorimskega cesarja Teodizija I. nad vojsko samozvanca Evgenija
- 1522 – Juan Sebastián de Elcano konča Magellanovo pot okoli sveta
- 1699 – avstrijske čete zasedejo Beograd
- 1868 – v Žalcu poteka drugi slovenski tabor
- 1885 – osmanska provinca Vzhodna Rumelija proglasi zvezo z Bolgarijo
- 1901 – v Ljubljani začne obratovati ljubljanski tramvaj
- 1914:
  - začne se prva bitka na Marni
  - Srbija začne bitko na Drini
- 1918 – prične se splošen nemški umik čez Aisno
- 1930 – ustreljene bazoviške žrtve
- 1939:
  - Južna Afrika napove vojno Tretjemu rajhu
  - Wehrmacht zavzame Krakov
- 1941 – holokavst: vsi Židi, starejši od 6 let, so v Tretjem rajhu na oblačilih morali začeti nositi Davidovo zvezdo
- 1965 – indijska letala napadejo pakistansko mesto Lahore, kar sproži vojno med državama
- 1968 – Svazi postane neodvisna država
- 1970 – hkrati ugrabljena štiri potniška letala, dve pristali na jordanskem pristajališču Dawson's Field
- 1978 – v Camp Davidu se začno pogovori med ZDA, Egiptom in Izraelom
- 1991 – Sovjetska zveza je priznala neodvisnost treh baltskih republik: Estonije, Latvije in Litve

## Rojstva
- 1475 – Sebastiano Serlio, italijanski arhitekt († 1554)
- 1721 – Fortunat Bergant, slovenski slikar († 1761)
- 1729 – Moses Mendelssohn, nemški judovski filozof († 1786)
- 1757 – markiz de la Fayette, francoski general, politik († 1834)
- 1766 – John Dalton, angleški kemik, fizik († 1844)
- 1781 – Anton Diabelli, avstrijski skladatelj, založnik († 1858)
- 1802 – Alcide Charles Victor Marie Dessalines d'Orbigny, francoski znanstvenik († 1857)
- 1808 – Abdel Kadir, alžirski upornik († 1883)
- 1809 – Bruno Bauer, nemški teolog, bibilicist, filozof in ateist († 1882)
- 1817 – Mihail Kogălniceanu, romunski državnik, reformist († 1891)
- 1868 – Axel Hägerström, švedski filozof in pravnik († 1939)
- 1870 – Frederick George Donnan, britanski kemik († 1956)
- 1888 – Joseph Patrick Kennedy starejši, ameriški politik († 1969)
- 1892 – sir Edward Victor Appleton, angleški fizik, nobelovec 1947 († 1965)
- 1893 – Claire Lee Chennault, ameriški letalec († 1958)
- 1906 – Luis Federico Leloir, argentinski biokemik, nobelovec 1970 († 1987)
- 1915 – Franz Josef Strauß, nemški politik († 1988)
- 1923 – Peter II. Karađorđević, jugoslovanski kralj († 1970)
- 1943 – Roger Waters, britanski glasbenik (Pink Floyd)
- 1950 – Mileva Sovdat, slovenska igralka
- 1951 – Zoltán Ribli, madžarski šahist
- 1973 – Carlo Cudicini, italijanski nogometaš
- 1974 – Tim Henman, britanski teniški igralec
- 1984 – Andraž Kirm, slovenski nogometaš

## Smrti
- 1032 – Rudolf III., burgundski kralj (* 970)
- 1092 – Konrad I., češki vojvoda
- 1566 – Sulejman I. Veličastni, turški sultan (* 1494)
- 1638 – Adriaan Metius, nizozemski matematik, astronom (* 1571)
- 1683 – Jean-Baptiste Colbert, francoski finančnik, državnik (* 1619)
- 1956 – Michael Ventris, angleški arhitekt, kriptograf (* 1922)
- 1959 – Karel Putrih, slovenski kipar (* 1910)
- 1962 – Hanns Eisler, nemško-avstrijski skladatelj (* 1898)
- 1968 – Nikolaj Pavlovič Akimov, ruski gledališki režiser (* 1901)
- 1978 – Elvira Kralj, slovenska gledališka, filmska igralka (* 1900)
- 1998 – Akira Kurosava, japonski filmski režiser (* 1910)
- 2007 – Luciano Pavarotti, italijanski tenorist (* 1935)
- 2019 – Robert Mugabe, zimbabvejski politik (* 1924)
- 2019 – Stane Mancini,  slovenski pevec zabavne in narodno-zabavne glasbe (* 1931)